# 宮郷村
宮郷村（みやごうむら）は、群馬県の南部、佐波郡に属していた村。

## 地理
- 河川：利根川、広瀬川、韮川

### 隣接していた自治体
- 群馬県
  - 伊勢崎市
  - 佐波郡名和村、芝根村、上陽村
  - 勢多郡木瀬村

## 歴史
- 1889年（明治22年）4月1日 - 町村制施行により、周辺8村（今村、宮子村、宮古村、田中島村、田中村、東上之宮村、西上之宮村、連取村）が合併し那波郡宮郷村が成立する。
- 1896年（明治29年）4月1日 - 郡統合（佐位郡と那波郡の統合）により佐波郡に属する。
- 1955年（昭和30年）3月25日 - 名和村、豊受村とともに伊勢崎市へ編入される。

## 地域

### 村内の大字

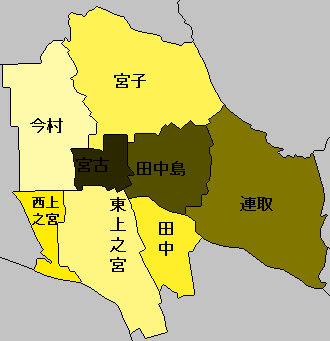

宮郷村で使われていた大字は、下記の通り伊勢崎市に編入された際廃止され、新たに町名が設置された。ほとんどの大字はそのまま大字の字句が取り外され、町名として使われたが例外として大字今村のみ町名を設置する際に改称し、稲荷町となった。また、大字連取は連取町以外に新たに二つ町名が設置された。
- 今村
- 宮子
- 宮古
- 田中島
- 田中
- 東上之宮
- 西上之宮
- 連取

### 教育
小学校
- 宮郷村立宮郷小学校（現・伊勢崎市立宮郷小学校）

中学校
- 宮郷村立宮郷中学校（現・伊勢崎市立宮郷中学校）

## 交通
- 隣接市町村への連絡 - 竜宮橋

### 鉄道路線
村内に鉄道は敷かれておらず、最寄りの駅は、東に隣接していた伊勢崎市の伊勢崎駅である。